# In Cold Blood (album)
In Cold Blood är ett musikalbum av den amerikanske sångaren och gitarristen Johnny Thunders, utgivet 1983. Albumet består dels av studioinspelningar producerade av Jimmy Miller (tidigare producent för The Rolling Stones), dels av undermåliga liveinspelningar från Boston 1982.

## Låtlista
Alla låtar skrivna av Johnny Thunders om inte annat anges
1. "In Cold Blood"
2. "Just Another Girl"
3. "Green Onions" (Jones/Cropper/Jackson/Steinberg)
4. "Diary of a Lover"
5. "Look In My Eyes"
6. "Just Another Girl" (live)
7. "Too Much Junkie Business" (Thunders, Lure) (live)
8. "Sad Vacation" (live)
9. "Louie Louie" (live)
10. "Gloria" (Van Morrison) (live)
11. "Just Because I'm White" (live)
12. "Do You Love Me" (Gordy) (live)
13. "Green Onions" (Jones/Cropper/Jackson/Steinberg) (live)
14. "The Ten Commandments" (Prince Buster) (live)

## Medverkande
- Johnny Thunders - gitarr, sång, bas, producent
- Walter Lure - gitarr, sång
- Billy Rogers - trummor
- Keith Chagnon - trummor
- Joe Mazzari - gitarr, bas
- Simon Ritt - bas

### Fotnoter
1. ↑  ”In Cold Blood”. Discogs.com. http://www.discogs.com/Johnny-Thunders-In-Cold-Blood/master/282123. Läst 16 maj 2012.